# Площадь Лядова
Пло́щадь Ля́дова (ранее  Московская застава, Арзамасская застава, Монастырская, Коммунистическая, площадь Первого Мая, площадь Роме́на Ролла́на) — одна из центральных площадей в Нижнем Новгороде. Располагается в Советском районе. Из старейших площадей города в дореволюционное время сформировалась только во второй половине XIX в. Названа в честь советского партийного деятеля и революционера Мартына Мандельштама, по его псевдониму Лядов.

## История

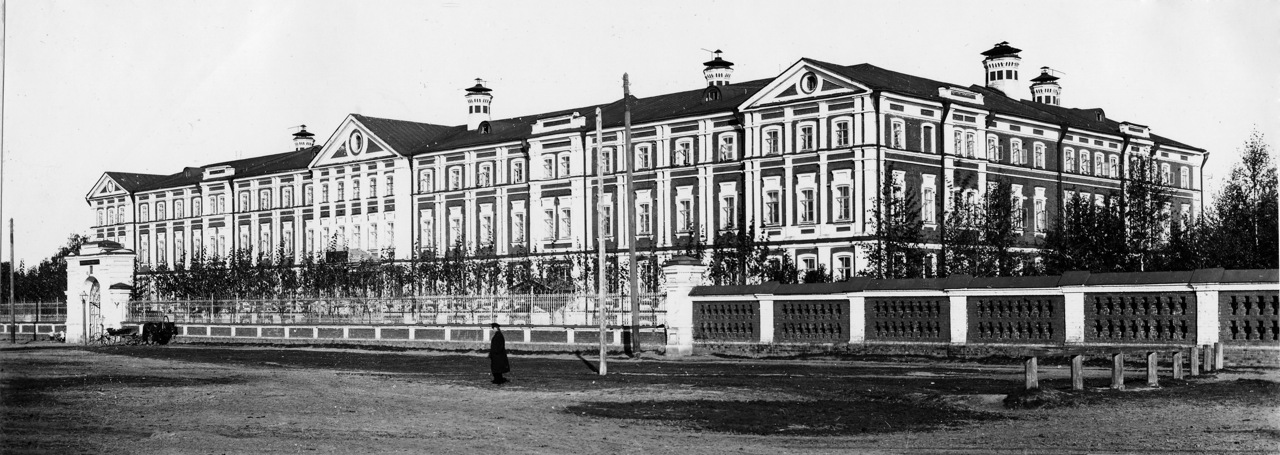
Вдовий дом на Монастырской площади

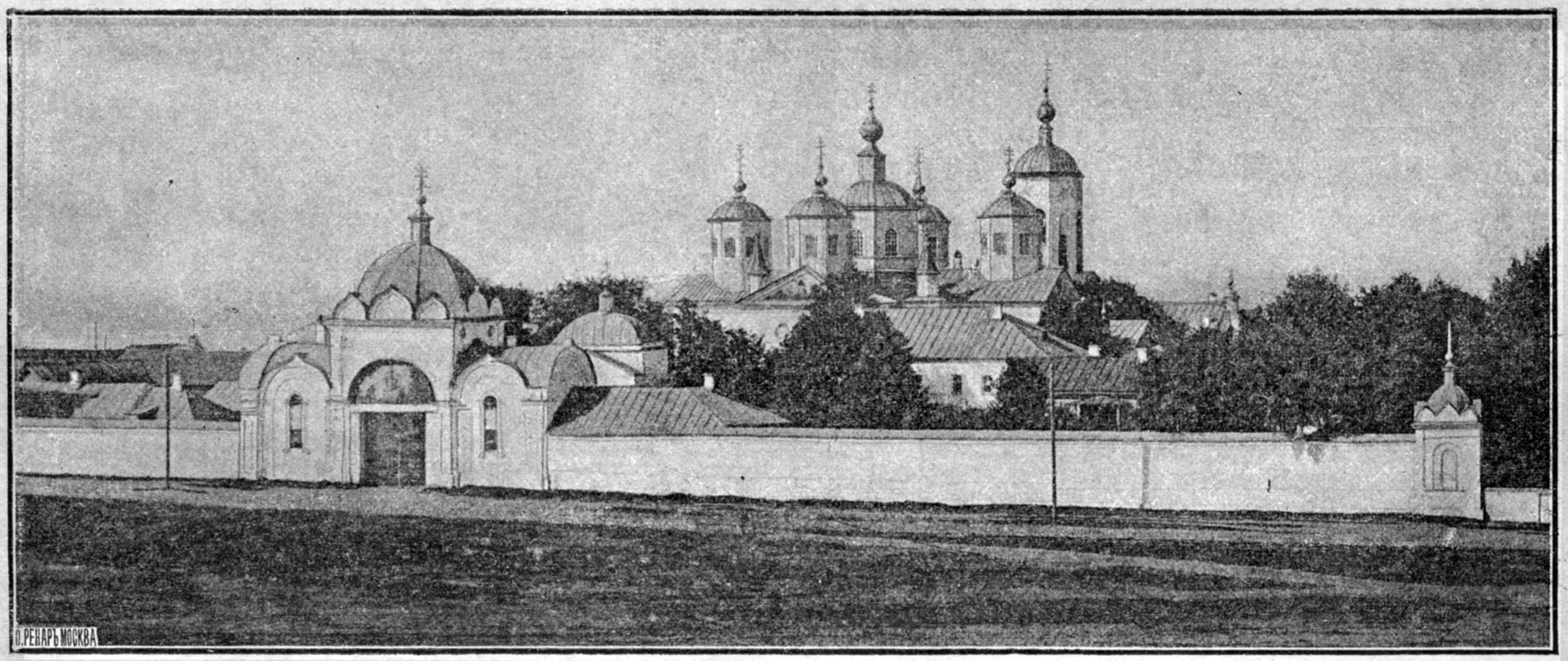
Крестовоздвиженский монастырь

Как площадь Нижнего Новгорода сформировалась во второй половине XIX в., до середины XIX в. это место находилось за границей города. На площади располагается Крестовоздвиженский монастырь. Во времена Российской империи место площади носило названия Московской заставы, Арзамасской заставы, Монастырской. В советское время, после смерти Мартына Лядова, площадь назвали его именем. До этого, в течение недолгого времени, площадь носила имена Коммунистическая, Первого Мая и Ромена Роллана.
Напротив монастыря в 1883—1887 годах купцом Н. А. Бугровым был возведён трёхэтажный Вдовий дом. Его архитектором стал Н. А. Фрелих. Ранее его бесплатно населяли вдовы (до 160 женщин с 350—400 детьми). Ныне в этом здании располагается студенческое общежитие Нижегородского технического университета.
В 2010-х годах отдельные инициативные группы неоднократно поднимали перед городскими властями тему переименования площади в Крестовоздвиженскую, но интернет-опросы населения показывали расположенность нижегородцев к имени Лядова.
25 декабря 2014 года на площади установили памятник Н. А. Бугрову, а в 2015 году на зелёном островке в центре площади был установлен памятник в честь Воздвижения Животворящего Креста, состоящий из фигур равноапостольной царицы Елены, патриарха Макария и изваяния Креста Господня.

## Расположение
Площадь Лядова располагается за самой границей исторического центра Нижнего Новгорода. Отсюда берут начало улицы Большая Покровская, Белинского, Красносельская, Тимирязева, проспект Гагарина и Окский съезд. Площадь является крупной транспортной развязкой: сюда выходят дороги с Молитовского моста и метромоста — двух из нескольких мостов, соединяющих нижнюю и верхнюю части города.

## Галерея

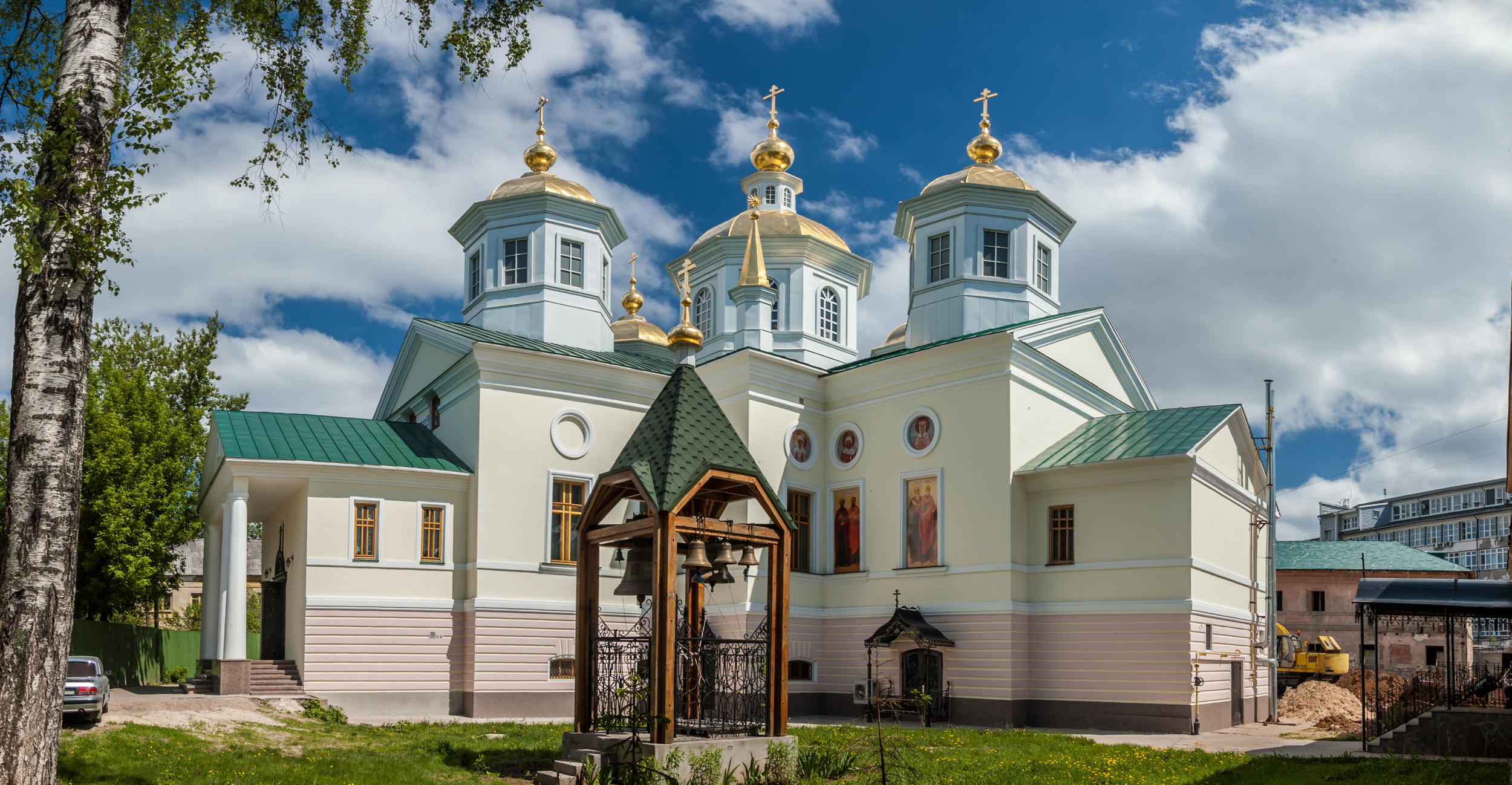
Крестовоздвиженский монастырь
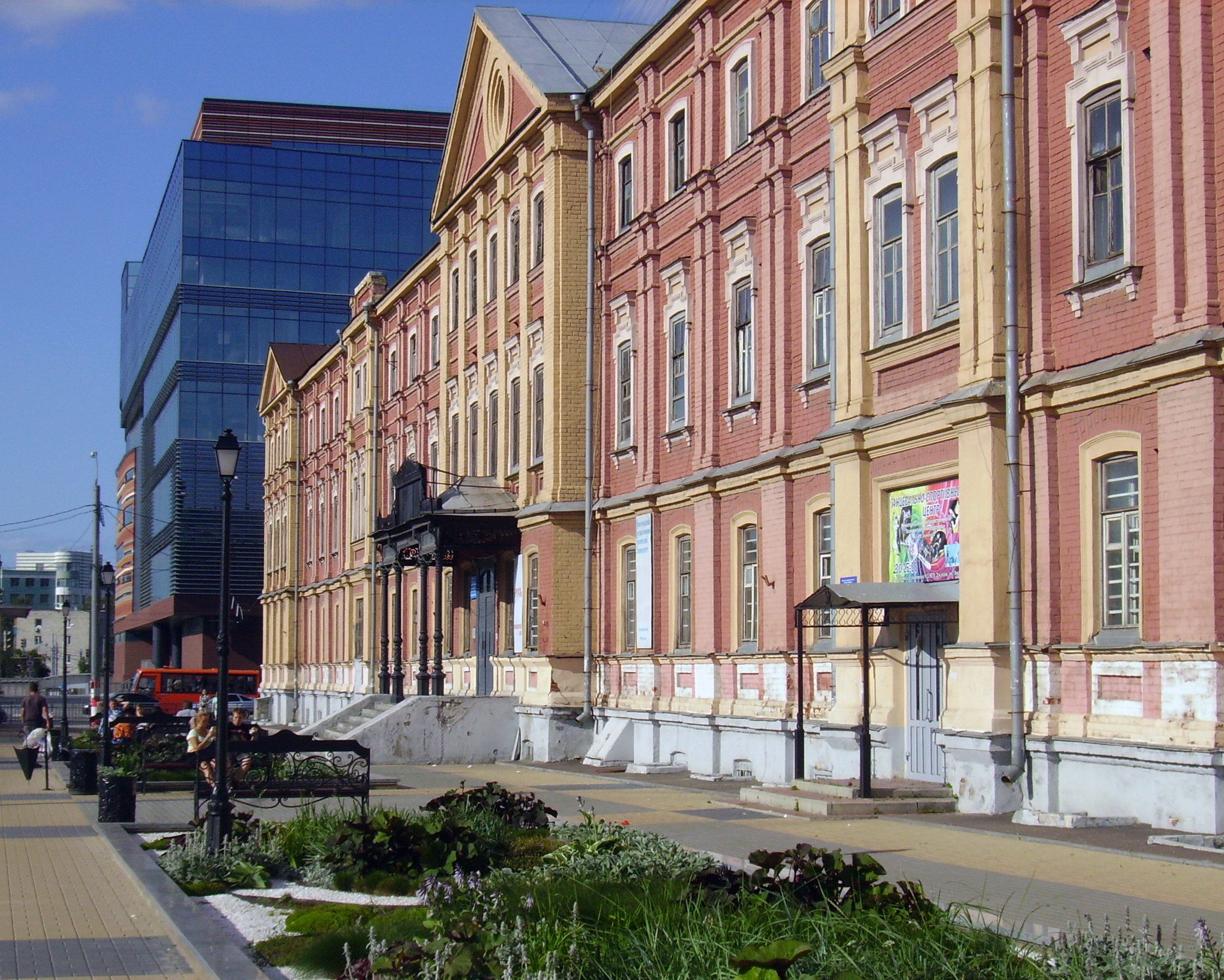
Вдовий дом (ныне — общежитие НГТУ им. Р. Е. Алексеева)
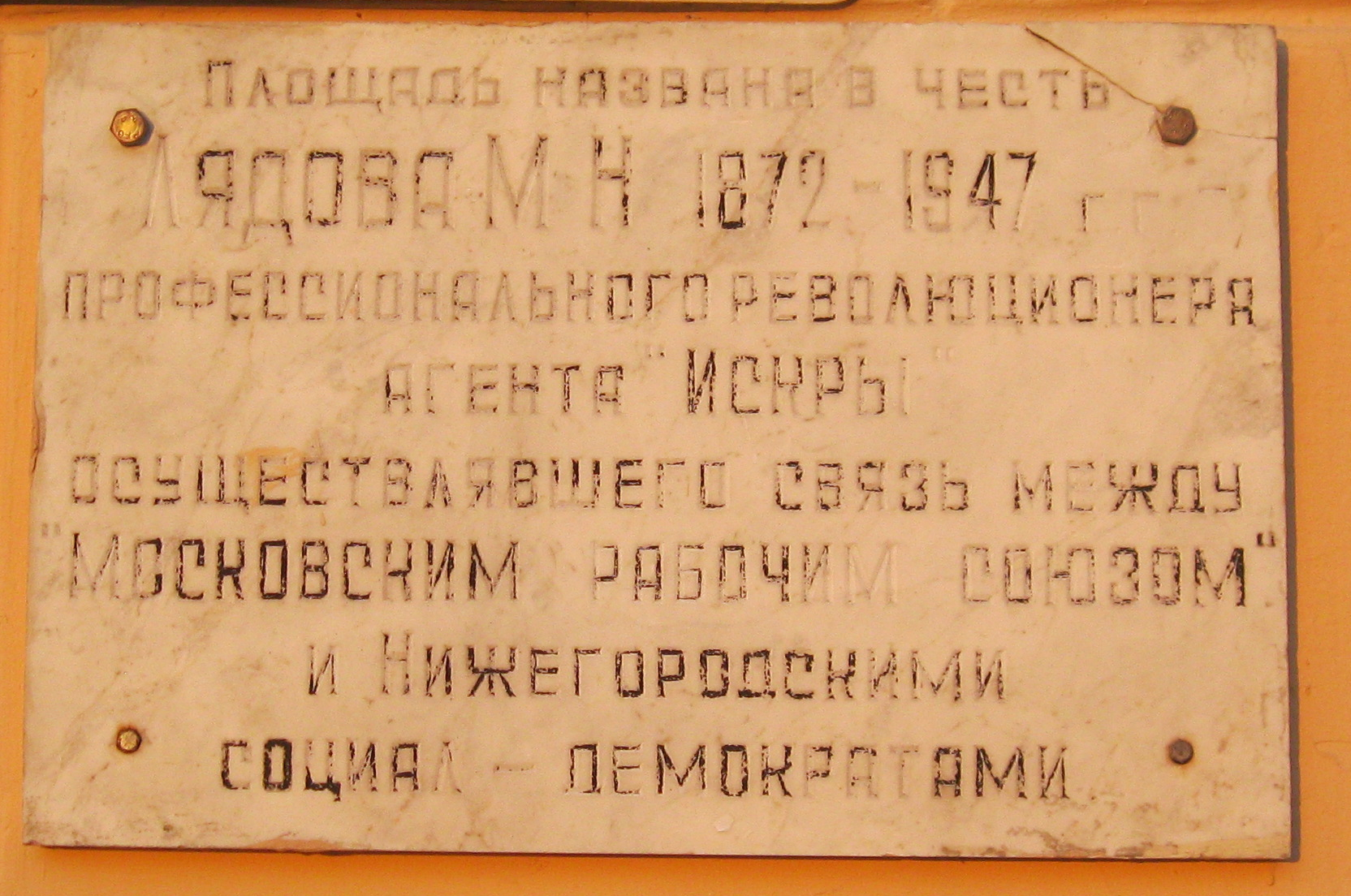
Памятная табличка на углу дома № 6 по пр. Гагарина
Памятник Н. А. Бугрову
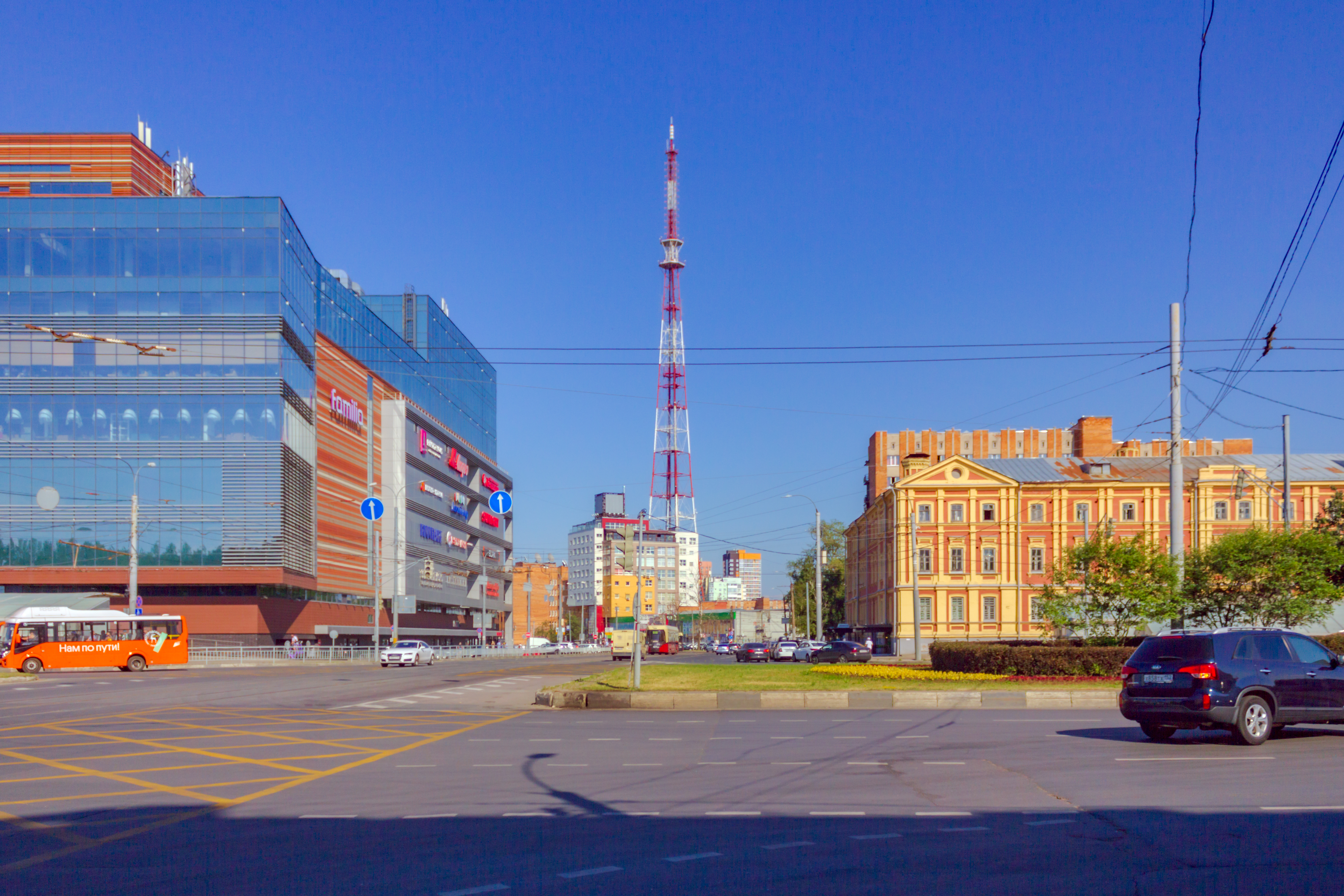
В сторону улицы Белинского